# Il dottor Dolittle 3
Il dottor Dolittle 3 (Dr. Dolittle 3) è un film commedia di Rich Thorne del 2006.
Da questo terzo episodio l'attenzione si sposta dal famoso padre John Dolittle (che viene comunque menzionato ma mai visto), interpretato da Eddie Murphy, alla figlia minore Maya. Unici collegamenti con i precedenti due episodi sono, appunto, Maya e sua madre Lisa, interpretata per l'ultima volta da Kristen Wilson (dal quarto episodio cambia volto). Spariscono quindi sia Murphy che Raven-Symoné, che interpretava la figlia maggiore Charisse Dolittle (che scopriva di avere il dono di famiglia durante il secondo episodio).

## Trama
La figlia minore del Dottor Dolittle, la piccola Maya, è diventata adolescente e ne combina di tutti i colori, più perché interagisce con gli animali e viene creduta pazza che per altro. La madre Lisa la manderà in un campo estivo dove fingerà di non essere una Dolittle, e fingerà di non sentire gli animali, per non dare nell'occhio e cercare di farsi degli amici. Dovrà ammettere di essere se stessa quando il suo dono tornerà utile per salvare il ranch che la ospita dal fallimento, ma soprattutto quando scoprirà che il ragazzo che le piace la apprezza per quello che è con il suo dono.